# Římskokatolická farnost Březno u Mladé Boleslavi
Římskokatolická farnost Březno u Mladé Boleslavi (lat. Brzezna) je církevní správní jednotka sdružující římské katolíky na území městyse Březno u Mladé Boleslavi a v jeho okolí. Organizačně spadá do mladoboleslavského vikariátu, který je jedním z 10 vikariátů litoměřické diecéze. Centrem farnosti je kostel svatého Václava v Březně.

## Historie farnosti
Původně byla v Březně tzv. stará farnost (plebánie), která však zanikla za husitských válek. Po třicetileté válce v místě začali působit duchovní správci a od roku 1710 jsou zachovány matriky. Farnost byla obnovena v roce 1747. Po II. světové válce farnost většinou neměla sídelního duchovního správce a byla spravována z různých míst. Od 15. dubna 2015 administrována excurrendo z farnosti – arciděkanství Mladá Boleslav.

### Duchovní správcové vedoucí farnost
Začátek působnosti jmenovaného v duchovní správě farnosti od:
- 1401   Iteres
- 1407   Joannes
- 1416   Nicolaus
- 1416   Odolen
- 1421   Petrus
- 1684   Hilarius
- 1688   Otto Wenceslaides
- 1697   Kilian Maletius
- 1698   Hieronymus Maniczky
- 1707   Bartholomaeus Kamenický
- 1714   Urbanus Wende
- 1715   Emmanuel Streker
- 1719   Carolus Bonaventura
- 1720   Alexius Gebhard
- 1765   Ioann. Scheibel, † 21. 9. 1788
- 1788   Joachim. Wolfram OFM, † 27. 1. 1807
- 1801   Ioann. Luger
- 1806   Ioann. Seyffert, n. 12. 5. 1769 Prag, o. 31. 5. 1790, † 14. 3. 1843
- 1843   par. admin, interim. Franc. Kramař
- 1844   Jos. Matěgka, n. 29. 8. 1793 Náchod, o. 24. 8. 1819, † 25. 12. 1853
- 1855   Jos. Czerny, n. 2. 4. 1805 Choruschic., o. 4. 8. 1830, † 28. 7. 1882
- 1882   par. vacat, admin. int. Jos. Mikolášek
- 1900   Joann. Popelka, n. 14. 4. 1840 Mšeno, o. 29. 6. 1866, † 5. 4. 1923
- 1923    Matheus Toman, n. 5. 2. 1874 Posobice, o. 9. 7. 1899, † 30. 11. 1942
- 1. 7. 1943 Alfred Kostka, n. 12. 6. 1910 Píšť (Sil.), o. 29. 6. 1938, † 6. 6. 1997
- 1. 9. 1957 Josef Tržický
- 1. 3. 1966 Leopold Dvořáček
- 15. 5. 1970 Hynek Šťastný
- 15. 5. 1978 Josef Buchta, do r. 1986 admin. exc. z Dolního Bousova, od r. 1986 admin., od 1. 2. 1999 farář[5]
- 1. 11. 1999 Peter Kothaj, admin. exc. z Plazů
- 15. 4. 2015 Pavol Poláček, admin. exc. z Mladé Boleslavi[6]

Kromě kněží stojících v čele farnosti, působili ve farnosti v průběhu její historie i jiní kněží. Většinou pracovali jako farní vikáři, kaplani, katecheté, výpomocní duchovní aj.

## Území farnosti
Do farnosti náleží území obce:
- Březno
- Dlouhá Lhota
- Dolánky
- Kladěruby
- Lhotky
- Nová Telib
- Sukorady
- Židněves

## Římskokatolické sakrální stavby a místa kultu na území farnosti
| | Fotografie    | Stavba                        | Místo                    | Bohoslužby                      | Zeměpisné souřadnice                                  | Status                     | Číslo kulturní památky                       |
| Kostel a fara | Kostel a fara | Kostel a fara                 | Kostel a fara            | Kostel a fara                   | Kostel a fara                                         | Kostel a fara              | Kostel a fara                                |
| --- | ------------- | ----------------------------- | ------------------------ | ------------------------------- | ----------------------------------------------------- | -------------------------- | -------------------------------------------- |
| 1. |               | Kostel sv. Václava            | Březno u Mladé Boleslavi | bližší informace o bohoslužbách | náves 50°24′24″ s. š., 15°0′22″ v. d.                 | farní kostel               | 22140/2-1512 (Pk•MIS•Sez•Obr•WD) (Q20755213) |
| 2. |               | Fara                          | Březno u Mladé Boleslavi | —                               | Březno 20 50°24′24″ s. š., 15°0′18″ v. d.             | bývalé sídlo farního úřadu | 15727/2-3573 (Pk•MIS•Sez•Obr•WD) (Q33243786) |
| Kaple |               |                               |                          |                                 |                                                       |                            |                                              |
| 3. |               | Kaple                         | Dlouhá Lhota             | bohoslužby příležitostně        | hřbitov 50°25′3″ s. š., 15°4′1″ v. d.                 | obecní hřbitovní kaple     | —                                            |
| 4. |               | Kaple                         | Dolánky                  | bohoslužby příležitostně        | 50°23′38″ s. š., 15°0′23″ v. d.                       | obecní kaple               | —                                            |
| 5. |               | Výklenková kaple se zvoničkou | Nová Telib               | bohoslužby příležitostně        | náves 50°23′31″ s. š., 15°1′53″ v. d.                 | obecní výklenková kaple    | 25542/2-1705 (Pk•MIS•Sez•Obr•WD) (Q38035911) |
| Venkovní kříže a sochy |               |                               |                          |                                 |                                                       |                            |                                              |
| 6. |               | Krucifix se zvoničkou         | Lhotky                   | —                               | střed vsi 50°23′45″ s. š., 15°3′20″ v. d.             | krucifix                   | 30061/2-3607 (Pk•MIS•Sez•Obr•WD) (Q37456985) |
| 7. |               | Socha sv. Václava             | Březno u Mladé Boleslavi | —                               | při čp. 116 50°24′13″ s. š., 15°0′35″ v. d.           | socha světce               | 14621/2-1517 (Pk•MIS•Sez•Obr•WD) (Q36868179) |
| 8. |               | Socha sv. Prokopa             | Březno u Mladé Boleslavi | —                               | při kostele na návsi 50°24′24″ s. š., 15°0′20″ v. d.  | socha světce               | 16538/2-1515 (Pk•MIS•Sez•Obr•WD) (Q36868199) |
| 9. |               | Socha sv. Isidora – podstavec | Březno u Mladé Boleslavi | —                               | pole, východně od vsi 50°24′28″ s. š., 15°1′23″ v. d. | socha světce               | 23754/2-1516 (Pk•MIS•Sez•Obr•WD) (Q36868161) |
| 10. |               | Socha sv. Floriána            | Březno u Mladé Boleslavi | —                               | náves, při čp. 20 50°24′24″ s. š., 15°0′19″ v. d.     | socha světce               | 28656/2-1514 (Pk•MIS•Sez•Obr•WD) (Q36868142) |
| 11. |               | Socha sv. Václava             | Sukorady                 | —                               | náves 50°25′34″ s. š., 15°1′47″ v. d.                 | socha světce               | 28491/2-1747 (Pk•MIS•Sez•Obr•WD) (Q38140864) |
| 12. |               | Socha sv. Vojtěcha            | Židněves                 | —                               | náves 50°24′42″ s. š., 14°59′40″ v. d.                | socha světce               | 35140/2-1775 (Pk•MIS•Sez•Obr•WD) (Q38233642) |
| Některé drobné sakrální stavby a pamětihodnosti lze dohledat zde v databázi Drobné sakrální památky Zaniklé sakrální stavby lze dohledat zde v databázi Poškozené a zničené kostely, kaple a synagogy v České republice |               |                               |                          |                                 |                                                       |                            |                                              |

Ve farnosti se mohou nacházet i další drobné sakrální stavby, místa římskokatolického kultu a pamětihodnosti, které neobsahuje tato tabulka.